# Ruselbergstrecke

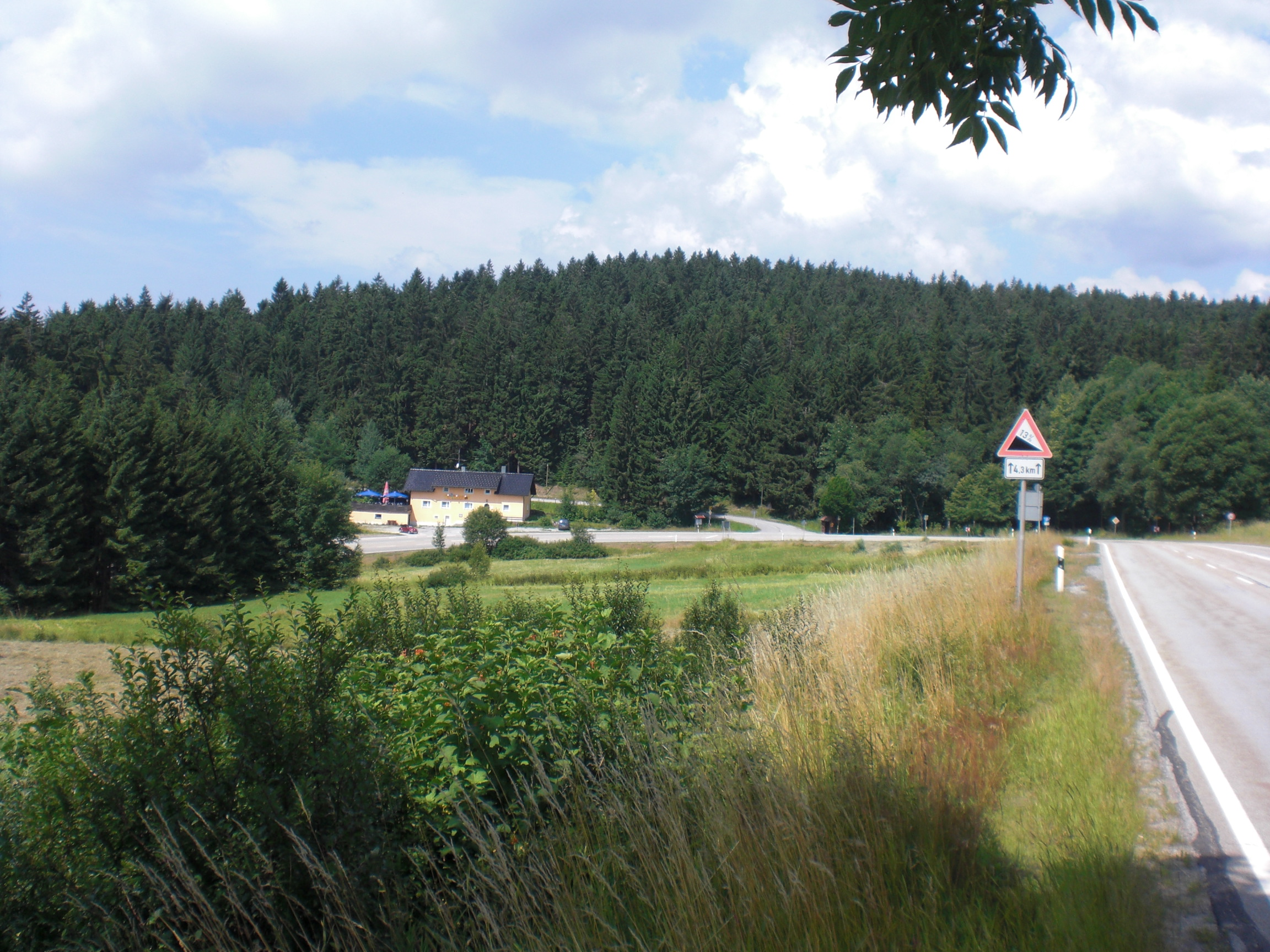
Die Wegmacherkurve nahe dem Ruselabsatz

Die Ruselbergstrecke ist eine Bergstraße über den Ruselabsatz zur Rusel. Sie bewältigt den Anstieg aus der Donauebene bei Deggendorf in den Bayerischen Wald nach Regen von  300 m ü. NN auf 856 m. Im Winter ist diese Strecke wegen heftigen Schneefalls oder Eisglätte aufgrund der Steigung oft schwierig zu befahren (Schneeketten) und manchmal zeitweise sogar gesperrt. Auf den 4 km zwischen Ruselkraftwerk und Ruselabsatz beträgt die Steigung 13 %.
Die Strecke zwischen Deggendorf und Regen wird im Sommer wegen ihrer steilen und kurvenreichen Passagen von vielen Motorradfahrern befahren, was immer wieder zu Unfällen führt.
Um die Verkehrssicherheit zu verbessern, wurden in Richtung Deggendorf für Sattelzüge und LKW-Gespanne ganzjährige Fahrverbote und für LKW ab 3,5 t eine Höchstgeschwindigkeit von 20 km/h eingeführt. Für andere Fahrzeuge ist in beiden Richtungen die gesamte Strecke geschwindigkeitsbeschränkt.
Am 17. September 1922 veranstaltete der Allgemeine Deutsche Automobil-Club (Gau Südbayern), wohl erstmals, das Ruselberg-Rennen auf der Strecke.
Die Straße war Teil der Bundesstraße 11, bis diese 1979 nach Westen verlegt wurde, wo sie besser ausgebaut werden konnte und ganzjährig sicher befahrbar ist. Heute ist die Ruselbergstrecke Teil der bayerischen Staatsstraße St 2135.